# いわき市立平第一中学校
いわき市立平第一中学校（いわきしりつ たいらだいいちちゅうがっこう）は、福島県いわき市平字揚土にある公立中学校。

## 概要
略称は「平一中（たいらいっちゅう）」。校歌は、作詞土井晩翠、作曲岡本敏明である。

## 沿革
- 1947年（昭和22年）
  - 4月 - 平市立平高等女学校校舎内に創立。「平市立第一中学校」とする
  - 9月 - 校章制定
- 1948年（昭和23年）12月 - 校歌制定
- 1949年（昭和24年）3月 - 平高等女学校廃校により、全校舎、全校地、校舎設備の大半を引き継ぐ
- 1952年（昭和27年）1月 - 校旗樹立
- 1953年（昭和28年）6月 - 新校舎落成、5教室
- 1954年（昭和29年）6月 - 第2期校舎改築落成、12教室。愛校清掃始まる。
- 1955年（昭和30年）
  - 1月 - 第3期校舎改築落成、15教室
  - 9月 - プール完成（平一小に併設）
- 1956年（昭和31年）6月 - 第4期校舎改築落成、全校舎完成
- 1958年（昭和33年）3月 - 体育館兼講堂落成「けやきの碑」建立
- 1961年（昭和36年）1月 - 第6期工事、4教室落成
- 1964年（昭和39年）9月 - 学校給食開始、給食諸受入設備完了
- 1966年（昭和41年）10月 - 「いわき市立平第一中学校」と改称
- 1968年（昭和43年）4月 - 特殊学級設置
- 1975年（昭和50年）7月 - プール竣工（独立）
- 1981年（昭和56年）3月 - 校舎改築工事竣工
- 1981年（昭和56年）5月 - 新校舎落成記念式典挙行
- 1983年（昭和58年）4月 - 「けやき賛歌」の像・校歌の碑建立
- 1988年（昭和63年）
  - 3月 - 屋内運動場・柔剣道場竣工
  - 7月 - 校門完成
- 1989年（平成元年）7月 - コンピュータ室設置
- 1993年（平成5年）
  - 1月 - 運動部室完成
  - 6月 - コンピュータネットワークゼミ室設置（PTA寄付）
- 1995年（平成7年）3月 - 学校施設下水道完備
- 1997年（平成9年）4月 - スクールカウンセラーを配置
- 1998年（平成10年）7月 - インターネット校内ネットワーク設置
- 2000年（平成12年）9月 - いじめ撲滅の木植樹
- 2001年（平成13年）4月 - 学校評議員制度発足
- 2008年（平成20年）
  - 8月 - 学習支援室設置
  - 11月 - 校庭のケヤキの1本が枯れ、伐採
- 2020年（令和2年）12月 - エアコン設置

## 教育目標
平和的な国家及び社会の形成者として、
国際社会に貢献し、生涯を通して自己教育に努める人間性豊かな日本人を育成する。
- 自ら学び考える、知性豊かな人間
- 情操豊かな、品位ある人間
- 心身ともにたくましく、粘り強い人間
- 社会性に富み、実践力のある人間

## 生活目標
- 友愛
- 責任
- 礼儀
- 健康

## 出身者
- 佐川宣寿（元国税庁長官） - 中3時途中で都内中学に転校。